# Бурлацьке (селище)
Бурла́цьке — селище Комарської сільської громади Волноваського району Донецької області, Україна.

## Загальні відомості
Відстань до селища Велика Новосілка становить близько 15 км і проходить автошляхом місцевого значення.

## Населення
За даними перепису 2001 року населення селища становило 203 особи, з них 82,27 % зазначили рідною мову українську та 17,73 % — російську.